# Castillo de Torrestrella

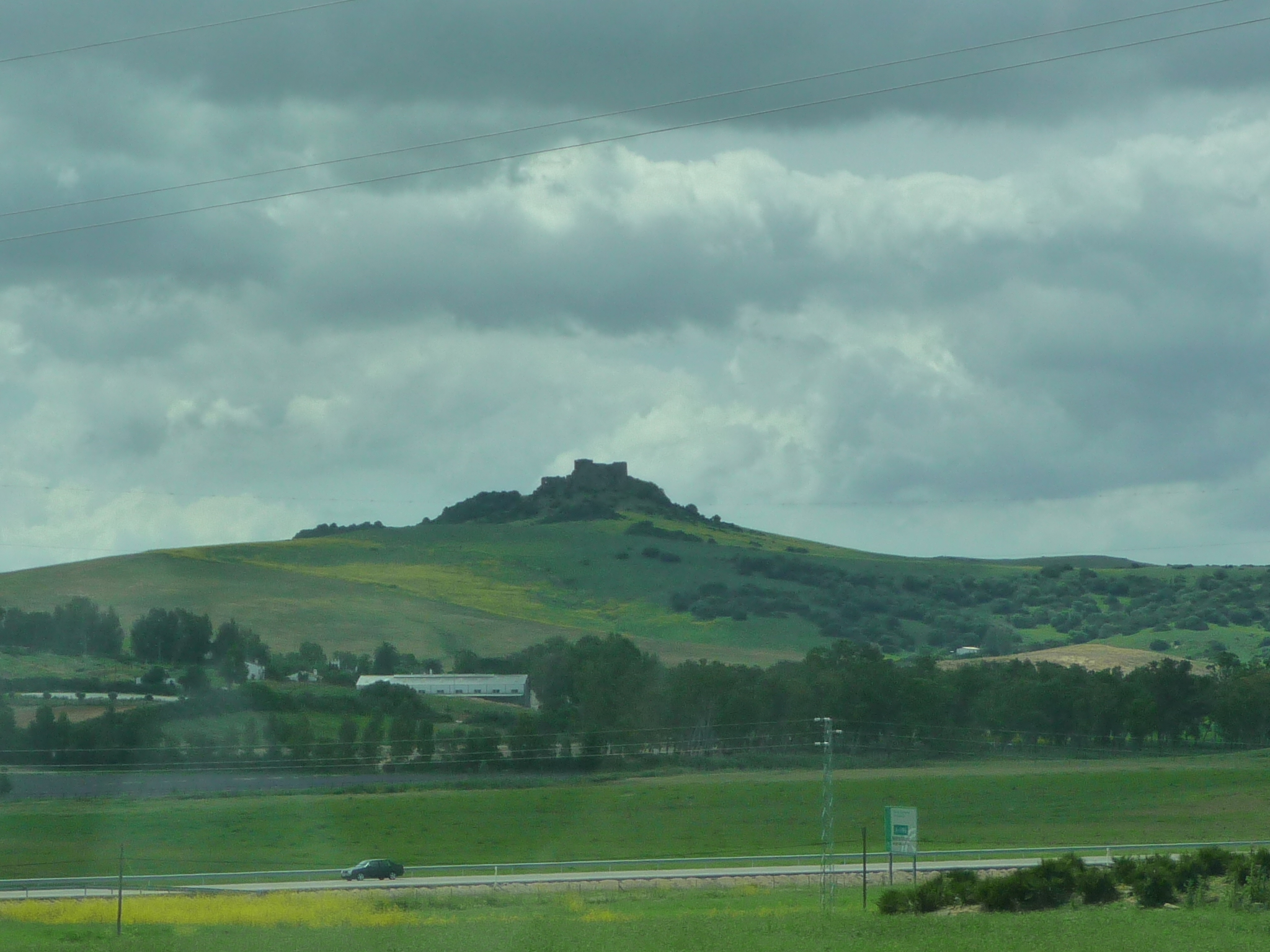
Castillo

El castillo de Torrestrella es una fortificación del siglo XIII situada en el término municipal de Medina Sidonia, Cádiz.

## Ubicación
Se encuentra dentro de la finca de Torrestrella, finca ajena a los Alburejos y propiedad de Adolfo Príes Picardo, conde de Príes, y no de Álvaro Domecq Díez, como podría entenderse por tener su ganadería ese mismo nombre.

## Estructura
La fortaleza se alza sobre un florecimiento rocoso. Presenta una planta alargada, con un patio central y Torre del Homenaje, la cual se encuentra cubierta por bóvedas vaídas y una interesante ventana en arco de herradura decorada con lóbulos.
En los siglo XVIII y siglo XIX sirvió de refugio a bandoleros que después de cada asalto se escondían entre sus paredes.
Su nombre se debe al símbolo que identificaba la Orden de Santa María de España, a la que perteneció por cesión de Alfonso X, y que también se encuentra representado en el escudo de Medina Sidonia.

## Estado
El estado actual del castillo es ruinoso.